# Новый Студенец (Татарстан)
Но́вый Студене́ц (тат. Яңа Суыксу) — село в Буинском районе Республики Татарстан, в составе Старостуденецкого сельского поселения.

## Этимология названия
Топоним произошёл от татарского слова «яңа» (новый) и ойконима «Суыксу» (Студенец).

## География
Село находится на реке Студенец, в 9 км к югу от районного центра, города Буинска. Располагается смежно селу Старый Студенец. Через село проходит автомобильная дорога межрегионального значения Р-241 «Казань — Ульяновск».

## История
Село упоминается в первоисточниках с 1665 года.
В сословном плане, вплоть до 1860-х годов жители села относились к удельным (до 1797 года — к дворцовым) крестьянам, выполняли лашманскую повинность. Их основными занятиями в то время были земледелие, скотоводство. 
В «Списке населенных мест по сведениям 1859 года», изданном в 1863 году, населённый пункт упомянут как лашманская деревня Новый Студенец 1-го стана Буинского уезда Симбирской губернии. Располагалась на левом берегу речки Студенца, на Казанском почтовом тракте, в 9 верстах от уездного города Буинска и в 28 верстах от становой квартиры во владельческой деревне Малая Цыльна. В деревне в 36 дворах жили 329 человек (156 мужчин и 173 женщины). Была мечеть.
В начале XX века в селе действовали мечеть, медресе.
С 1935 года в селе работали коллективные сельскохозяйственные  предприятия, с 2005 года — сельскохозяйственные  предприятия в форме ООО.
Административно, до 1920 года село относилось к Буинскому уезду Симбирской губернии, с 1920 года — к  
Буинскому кантону, с 1930 года — к Буинскому району Татарстана.

## Население
Динамика
По данным переписей, население деревни увеличивалось с 215 человек в 1795 году до 708 человек в 1926 году. В последующие годы численность населения деревни уменьшалась и в 2015 году составила 219 человек.
| 1859 |
| ---- |
| 329  |

Национальный состав
Согласно результатам переписи 2002 года, в национальной структуре населения села татары составляли 99% из 254 человек.

## Экономика
Жители работают преимущественно в ООО «Ак Барс Буинск», нефтеперекачивающей станции «Студенец», занимаются полеводством, молочным скотоводством.

## Социальные объекты
В селе действуют средняя школа, детский сад, дом культуры.

## Религиозные объекты
Мечеть (с 1995 года).